# George Smitherman

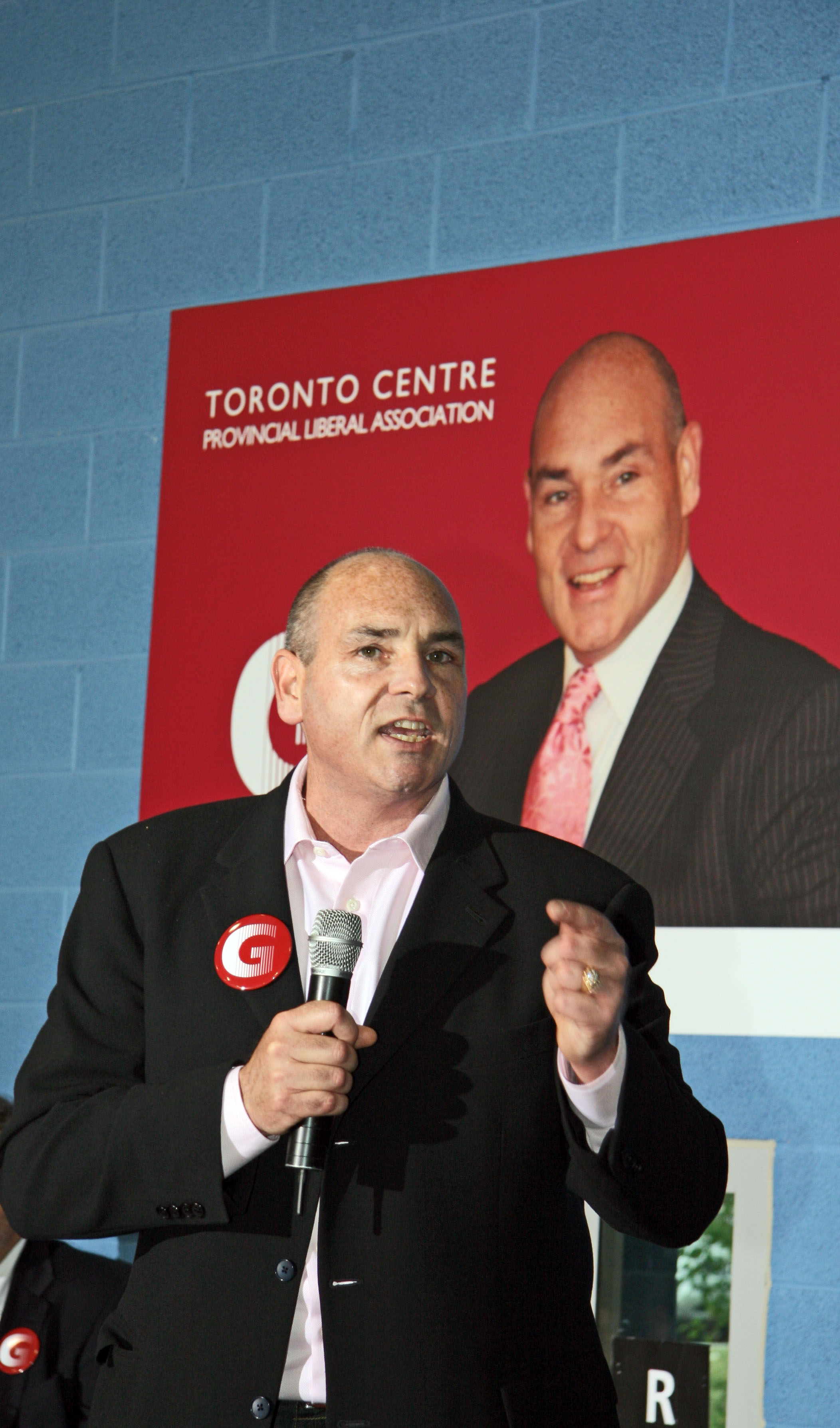
George Smitherman

George Smitherman (* 1964 in Weston, York, Ontario) ist ein kanadischer Politiker der Ontario Liberal Party.

## Leben
Als Abgeordneter saß Smitherman vom 3. Juni 1999 bis 4. Januar 2010 im Parlament der Provinz Ontario. Vom 21. September 2006 bis 8. November 2009 war er stellvertretender Ministerpräsident der Provinz Ontario. Vom 20. Juni 2008 bis 8. November 2009 war er Minister für Energie und Infrastruktur in der kanadischen Provinz Ontario.
Er ist Mitglied der Ontario Liberal Party. 2010 verlor er die Bürgermeisterschaftswahlen in Toronto gegen Rob Ford. Smitherman ist mit Christopher Peloso verheiratet und lebt in Toronto.